# Corydon (Indiana)
Corydon es un pueblo ubicado en el condado de Harrison en el estado estadounidense de Indiana. En el Censo de 2010 tenía una población de 3122 habitantes y una densidad poblacional de 731 personas por km².

## Geografía
Corydon se encuentra ubicado en las coordenadas 38°12′47″N 86°7′33″O / 38.21306, -86.12583. Según la Oficina del Censo de los Estados Unidos, Corydon tiene una superficie total de 4.27 km², de la cual 4.27 km² corresponden a tierra firme y (0%) 0 km² es agua.

## Demografía
Según el censo de 2010, había 3122 personas residiendo en Corydon. La densidad de población era de 731 hab./km². De los 3122 habitantes, Corydon estaba compuesto por el 96.73% blancos, el 0.7% eran afroamericanos, el 0.19% eran amerindios, el 0.16% eran asiáticos, el 0.06% eran isleños del Pacífico, el 0.93% eran de otras razas y el 1.22% pertenecían a dos o más razas. Del total de la población el 2.63% eran hispanos o latinos de cualquier raza.